# Sheila Widnall
Sheila Marie Evans Widnall (13 de julio de 1938-) es una investigadora aeroespacial estadounidense y profesora Institucional en el Instituto de Tecnología de Massachusetts. Sirvió como titular de la Secretaría de la Fuerza Aérea de los Estados Unidos entre 1993 y 1997, siendo la primera mujer en este cargo y la primera mujer en liderar una rama entera de las Fuerzas Armadas de los Estados Unidos en el Departamento de Defensa. Fue inducida al Salón Nacional de la Fama de las Mujeres en 2003.

## Vida y carrera
Widnall se graduó del MIT con un título de Bachiller universitario en ciencias en 1960, después con un título de Maestría universitaria en ciencias en 1961, y con un Doctorado en ciencias en 1964, todos en Aeronáutica. Fue elegida para ocupar la sede de Profesora "Abby Rockefeller Mauzé" de Aeronáutica y Astronáutica en 1986 y se unió a la División de Sistemas de Ingeniería en 1986. Fue Directora de Facultad entre 1979-1981 y fue Preboste Asociado del MIT entre 1992-1993. En 1988 fue la Presidenta de la Asociación Estadounidense para el Avance de la Ciencia, en la que fue una proponente clave para la inclusión de las mujeres en la ciencia.
El 4 de julio de 1993, al estallar el Escándalo Tailhook, el entonces Presidente de los Estados Unidos Bill Clinton anunció su nominación para que Widnall fungiera como Secretaria de la Fuerza Aérea.  El Senado recibió esta nominación el 22 de julio de 1993 y el 5 de agosto (dos semanas después) fue confirmada en el cargo, 183 días después de que Clinton entrara en funciones como Presidente y 197 días después de dicho cargo quedara vacante.  Fue la primera mujer en encabezar una rama del ejército de EE. UU. Durante su cargo también manejó el escándalo de Kelly Flinn. Fue elegida a la Academia Nacional de Ingeniería de los Estados Unidos en 1985, en la que también sirvió como vicepresidenta de 1998 a 2005. El 4 de octubre de 2009 Widnall recibió el Premio Arthur M. Bueche Premio de parte de esta misma Academia.
Widnall fue uno de los miembros del comité de investigación en el accidente del transbordador espacial Columbia.

## Investigación
La investigación de Widnall se ha enfocado en la mecánica de fluidos. Entre sus artículos más citados se encuentran temas acerca de turbulencia, modelado de inestabilidades, métodos numéricos para casos particulares de problemas de flujo y modelado teórico-experimental de vórtices toroidales.. 
Widnall también ha advocado por la inclusión de mujeres en las áreas de ciencia, tecnología e ingenierías.

## Palmarés
Entre los reconocimientos que ha recibido Widnall se encuentran:
- 1972: Premio Lawrence Sperry al Mérito, por parte del Instituto Estadounidense de Aeronáutica y Astronáutica
- 1975: Premio al Desempeño Extraordinario, por parte de la Sociedad de Mujeres Ingenieras
- 1987: Premio Washburn, por el Museo de Ciencias de Boston
- 1993: Premio al Servicio Distinguido, por parte de la Academia Nacional de Ingeniería de los Estados Unidos
- 1996: Ciudadana de Nueva Inglaterra del Año, por el Concejo de Nueva Inglaterra
- 2001: Medalla Espíritu de San Luis, por la Sociedad Estadounidense de Ingenieros Mecánicos